# Киндинов, Сергей Андреевич
Серге́й Андре́евич Кинди́нов (род. 18 февраля 1991 года, Обнинск, Калужская область, СССР) — российский волейболист. Бронзовый призёр чемпионата Европы среди юниоров (2009), чемпион Европы среди молодёжных команд (2010). Игрок ВК «Ярославич» и его фарм-клуба «Строитель».

## Биография
Вырос в городе Обнинске Калужской области, окончил школу № 7.
Воспитанник обнинской волейбольной школы. Семь лет занимался в СДЮСШОР Александра Савина у тренера Сергея Новикова. В пятнадцатилетнем возрасте решил начать профессиональную карьеру в классическом волейболе.
Учится в Ярославском государственном педагогическом университете имени К. Д. Ушинского.
Бронзовый призёр чемпионата Европы среди юниоров (2009), чемпион Европы среди молодёжных команд (2010).
Игрок ВК «Ярославич» и его фарм-клуба «Строитель».
Амплуа — доигровщик.

### Семья
- Сестра — Наталья Киндинова.